# Тимотей Символьський
Святий Тимотей Символьський — святий, монах монастиря поблизу гори Олімп неподалік від Царгороді в Візантії.
Святий Тимотей Символьський був родом з Італії. Він був таким чистим і побожним юнаком, що зробив собі постанову ніколи навіть не поглянути на жіноче лице і за Божою ласкою дотримав свою обітницю. 
Тимотей вступив до Символьського монастиря поблизу гори Олімп біля Царгорода. Під духовним проводом св. визнавця Платона він прославляв Бога ревними молитвами, строгими постами й нічними чуваннями, завдяки яким він зберіг аж до смерті непорушеним великий скарб чистоти. По небесну нагороду відійшов Тимотей у глибокій старості. 
- Пам'ять — 6 березня

## Джерело
- Рубрика Покуття. Календар і життя святих. (дозвіл отримано 9.01.2007)